# Aburakago
L'Aburakago és en la mitologia japonesa l'anomenat nen de l'oli. Se'l troba a les cerimònies de les llànties d'oli.
Existeix molt poca informació sobre aquest estrany yōkai. El aburakago apareix en forma de nen i tendeix a gravitar al voltant de llànties, reclamant oli. Sempre apareix acompanyat d'una o més boles de foc, possiblement hitodama.
Amb freqüència succionen oli de les llànties per moure's amb més rapidesa.
Alguns diuen que els aburakago són manifestacions dels lladres de l'oli, com a fantasmes que tornen al que eren el seu hàbit diaris en vida.